# Atalíbio Antônio Foscarini
Atalibio Antônio Foscarini (Taquara, 13 de junho de 1929) é um contador e político brasileiro.
Foi eleito deputado estadual à Assembleia Legislativa do Rio Grande do Sul na 48ª legislatura (1991 — 1995).